# De Pizzadealers
De Pizzadealers is het 17de album in de stripreeks van W817. Het scenario is geschreven door Hec Leemans en het album is getekend door Luc Van Asten en Wim Swerts. De strip werd in 2008 uitgegeven door Standaard Uitgeverij.

## Het verhaal
Diverse pizzeria's in de stad worden geplaagd door geweld. Akke, Carlo en Zoë laten zich echter niet kennen en helpen bij het rondbrengen van pizza's naar de klanten. Carlo ondervindt al snel aan den lijve dat er iets verkeerds is met de pizza's. Maar het is Akke die als eerst actie onderneemt. Wanneer ze zelf worden beschoten, lijkt het een veel groter probleem te zijn dan het in eerste instantie leek.

## Hoofdpersonages
- Akke Impens
- Zoë Zonderland
- Carlo Stadeus
- Birgit Baukens
- Tom Derijcke
- Steve Mertens

## Gastpersonages
- Pino Mozzarella
- Tonio
- Tony Saprono
- Federico
- Mevrouw Vamp
- Piet de Leugenaer
- Emilio Vivaldi
- Rico
- Emilio Vivaldi
- Luciano Mozzarella

## Trivia
- Jasmijn de Ridder komt in de strip niet voor.
- Wanneer Birgit met Pino in de Pussycat zit, zit daar ook Balthazar Boma. Ook op de parking zie je zijn rode Ferrari staan.
- Ook vinden we een verwijzing naar de De Kiekeboes-reeks en naar de Nero-reeks in dit verhaal.